# Face It Alone
"Face It Alone" é uma canção da banda britânica de rock Queen, originalmente gravada para o álbum The Miracle, de 1989, e lançada em outubro de 2022.

## Gravação
"Face It Alone" foi gravada em meados de 1988 para o álbum The Miracle, e por muito tempo foi conhecida apenas por ser uma demo. A música foi apresentada de forma incompleta publicamente em conferências de fãs ao longo dos anos, com boatos de que sua versão completa teria mais de 10 minutos de duração.
Os integrantes da banda chegaram a afirmar que a música nunca alcançou sua forma definitiva ao longo dos anos porque a tecnologia não era suficiente para completá-la. Em 2022, Brian May disse:
Era meio que algo escondido e à vista de todos ao mesmo tempo. Nós olhamos para ela muitas vezes e pensamos: ‘ah, não, não podemos resgatar isso’. Mas, na verdade, fomos lá novamente e nossa maravilhosa equipe de engenharia disse: ‘ok, podemos dar um jeito’. É como costurar pedaços.

## Lançamento
"Face It Alone" foi lançada em 13 de outubro de 2022, juntamente com o anúncio de uma edição de colecionador do álbum The Miracle. Na ocasião de lançamento, a música também ganhou uma versão em lyric video.

## Ficha técnica
- Freddie Mercury - vocais
- Brian May - guitarra
- Roger Taylor - bateria
- John Deacon - baixo